# Zelený liberalismus
Zelený liberalismus je termín pro ideologii liberálů, podporujících zelenou politiku.

## Filozofie
V ekonomických otázkách zelení liberálové zaujímají pozice někde mezi klasickým liberalismem a sociálním liberalismem. Zelení liberálové upřednostňují menší státní zásahy než sociální liberálové, ale podporuji větší státní zásahy než klasičtí liberálové.
Část zelených liberálů podporuje tržní environmentalismus a to je jeden z mála důvodů, proč modro-zelená koalice je možná v politice.

## Příklad politických stran
| Země               | Politické strany            |
| ------------------ | --------------------------- |
| USA                | Demokratická strana         |
| Spojené království | Liberální demokraté         |
| Česko              | Liberálně ekologická strana |
| Slovinsko          | Hnutí Svoboda               |
| Švédsko            | Strana středu               |